# Kanton Agen-2
Der Kanton Agen-2 ist seit 1801 ein französischer Wahlkreis im Arrondissement Agen, im Département Lot-et-Garonne und in der Region Nouvelle-Aquitaine; sein Hauptort ist Agen. 

## Gemeinden
Der Kanton besteht aus drei Gemeinden und Gemeindeteilen mit insgesamt 14.127 Einwohnern (Stand: 1. Januar 2022) auf einer Gesamtfläche von 37,57 km²:
| Gemeinde      | Einwohner 1. Januar 2022 | Fläche km² | Dichte Einw./km² | Code INSEE | Postleitzahl |
| ------------- | ------------------------ | ---------- | ---------------- | ---------- | ------------ |
| Agen          | 1.957                    | 0,51       | 3.837            | 47001      | 47000        |
| Boé           | 5.784                    | 16,50      | 351              | 47031      | 47550        |
| Bon-Encontre  | 6.386                    | 20,56      | 311              | 47032      | 47240        |
| Kanton Agen-2 | 14.127                   | 37,57      | 376              | 4702       | –            |

1. ↑   Nur der östliche Teil der Gemeinde, der Rest verteilt sich auf die Kantone Agen-1, Agen-3 und Agen-4.